# كولينة لورنزية
كولينة لورنزية (الاسم العلمي: Colina lorenzi) هي نوع من الرخويات تتبع جنس الكولينة من الفصيلة القرطيونية.